# 西村佳奈子
西村 佳奈子（にしむら かなこ、1991年8月27日 - ）は、日本で活動していた女優、元子役。活動当時はキリンプロ大阪オフィスに所属していた。

## 出演

### テレビ番組
- ヤムヤム!こどもごはん（2003年[1]、毎日放送）
- スイスペ!「どちらを選ぶスペシャル」（テレビ朝日）

### 舞台
- あの晩、星が教えてくれた 大阪公演D公演[2]（2004年、門真市民文化会館ルミエールホール） - 主演・高梨都子 役
- ソラリスの謎（2005年、新宿文化センター 小ホール） - 和十村恵 役
- 明日への扉〜夢に向かって〜（2006年、門真市民文化会館ルミエールホール 小ホール） - 岸本亜美 役

### CM
- ユニバーサル・スタジオ・ジャパン

### スチールモデル
- SATY